# Łęgajny (gromada)
Łęgajny (od 1 I 1960 Barczewo) – dawna gromada, czyli najmniejsza jednostka podziału terytorialnego Polskiej Rzeczypospolitej Ludowej w latach 1954–1972.
Gromady, z gromadzkimi radami narodowymi (GRN) jako organami władzy najniższego stopnia na wsi, funkcjonowały od reformy reorganizującej administrację wiejską przeprowadzonej jesienią 1954 do momentu ich zniesienia z dniem 1 stycznia 1973, tym samym wypierając organizację gminną w latach 1954–1972.
Gromadę Łęgajny z siedzibą GRN w Łęgajnach utworzono – jako jedną z 8759 gromad na obszarze Polski – w powiecie olsztyńskim w woj. olsztyńskim na mocy uchwały nr 21 WRN w Olsztynie z dnia 4 października 1954. W skład jednostki weszły obszary dotychczasowych gromad Łęgajny i Wójtowo oraz miejscowość Kaplityny z dotychczasowej gromady Kaplityny ze zniesionej gminy Klebark (Wielki) w tymże powiecie. Dla gromady ustalono 14 członków gromadzkiej rady narodowej.
1 stycznia 1960 z gromady Łęgajny wyłączono wieś i PGR Wójtowo, włączając je do gromady Klebark Wielki w tymże powiecie, po czym gromadę Łęgajny zniesiono przez przeniesienie siedziby GRN z Łęgajn do miasta Barczewa i zmianę nazwy jednostki na gromada Barczewo.